# Letgallen (landstreek)
Letgallen (Lets: Latgale, Letgaals: Latgola, Pools: Inflanty, Łatgalia, Duits: Lettgallen, Russisch: Латгалия) is een van de vijf historische regio's van Letland. In cultureel opzicht wordt het in het algemeen als oorsprong van het huidige Letland gezien. Het omvat het aan Rusland en Wit-Rusland grenzende oostelijke deel van het land. Het gebied is rijk aan meren en grenst ten zuiden aan de rivier de Westelijke Dvina.
Letgallen verschilde en verschilt in religieus opzicht van de andere historische regio's van Letland: doordat de reformatie er nooit heeft plaatsgevonden is het nog steeds katholiek.
Tegenwoordig maken Russen een substantieel deel van de bevolking uit. Zo bestaat de bevolking  rond de stad Daugavpils (Dünaburg) tot wel 80% uit Russen. Een aparte bevolkingsgroep vormen de Russische Oudgelovigen die ten tijde van Peter de Grote uit Rusland gevlucht zijn. Ook wonen er Wit-Russische en Poolse minderheden.

## Geschiedenis
Letgallen is het deel van het Hertogdom Lijfland dat in 1620 niet bij Zweden werd ingelijfd maar onder Pools opperleenheerschap bleef staan. Daarom werd het ook wel Pools Lijfland of Inflanty genoemd. Door de Poolse invloed is de reformatie er nooit doorgedrongen en is het gebied in tegenstelling tot de rest van Letland katholiek.

### Middeleeuwen

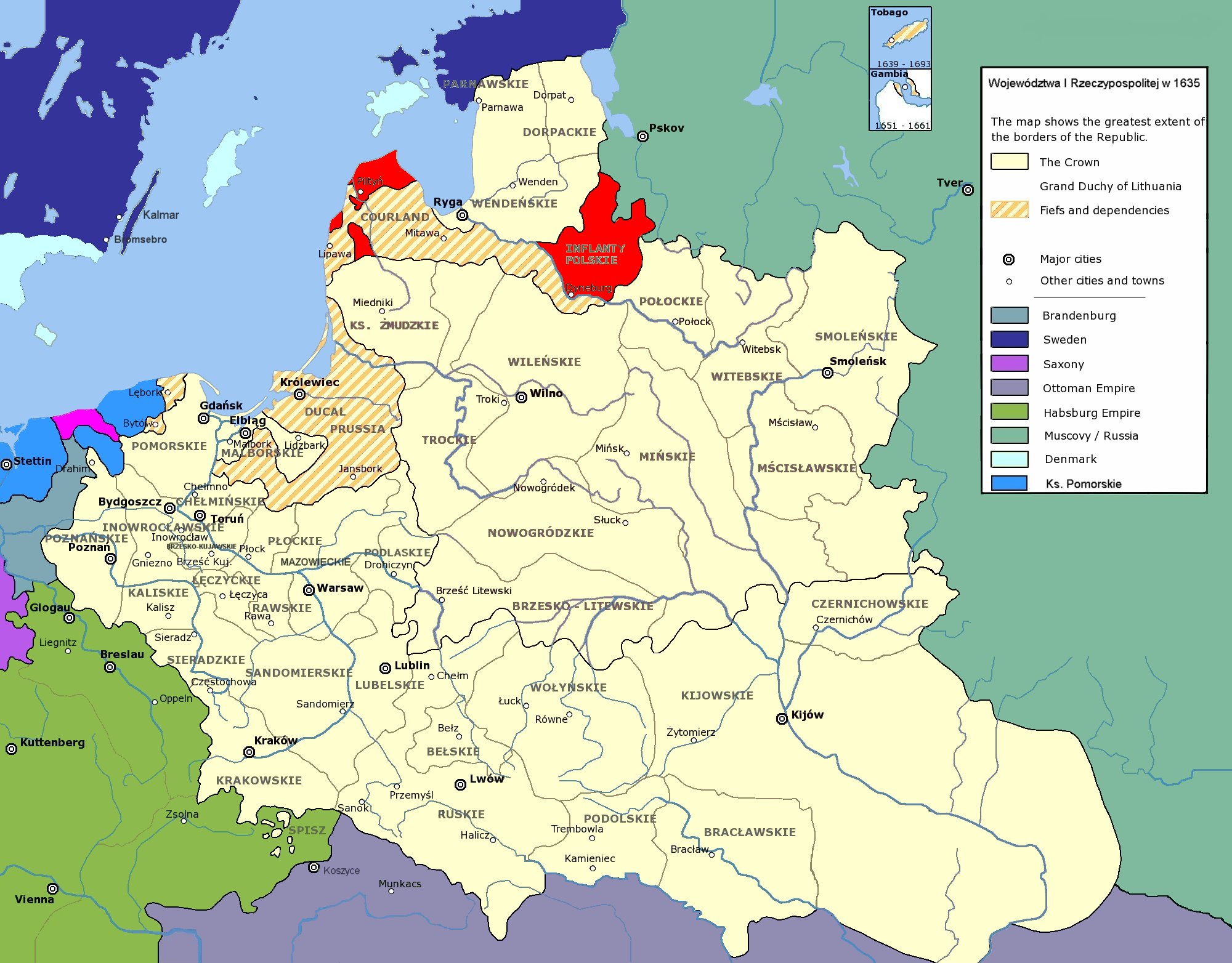
Pools woiwodschap Lijfland (Rood)

Tussen de 10e en 12e eeuw was de regio Letgallen onderdeel van de vorstendommen Jersika en Tālava, welke ook gebieden van het huidige Vidzeme en Rusland omvatte. Deze waren evenals het in het huidige Vidzeme gelegen Koknese nauw verbonden met de vorsten van Polotsk, waardoor in ieder geval de regerende vorsten al onder de invloed van de Oosters-orthodoxe Kerk vielen. Mede om deze invloed te keren werd Letgallen in de 13e eeuw veroverd door de Duitse kruisvaarders van de Orde van de Zwaardbroeders, en werd het deel van het pauselijke protectoraat "Terra Mariana", en later de Lijflandse Confederatie.

### Poolse tijd
Na de opheffing van de Lijflandse Confederatie werd Letgallen in 1566 deel van het Poolse hertogdom Lijfland. Bij het verdrag van Oliva in 1620 viel de regio Letgallen niet toe aan Zweden, maar bleef onder Pools opperleenheerschap staan als het woiwodschap Lijfland.
Omdat de Poolse adel van oudsher veel meer voorrechten had liet de van oorsprong Duitse adel zich al snel opnemen in de Poolse adelstand, en nam gepoloniseerde namen aan. Mede hierdoor is de Duitse culturele invloed minder sterk dan in de rest van Letland.
Gedurende deze periode ontwikkelde het Letgaals zich onafhankelijk van het Lets en werd beïnvloed door het Pools.

### Russische tijd
Bij de eerste Poolse Deling in 1772 werd Letgallen geannexerd door het keizerrijk Rusland en bij het gouvernement Smolensk gevoegd. In 1831 werd het heringedeeld bij het gouvernement Vitebsk en begon een periode van Russificatie, waarbij het Letgaals werd verboden. Dit verbod werd echter weer opgeheven in 1904, waarna een opleving ontstond van de cultuur van de Letgallen. Onder invloed van het Letse nationalisme kwam de naam Letgallen (latgale) weer in gebruik, zij het nu alleen voor het oostelijk deel van het historisch Letgaalse gebied.

### Republiek Letland
In 1917 pleitten veel Letgaalse politici voor een hereniging met de rest van het onafhankelijke Letland tijdens het congres van Rezekne, waarna in 1920 Letgallen uiteindelijk bij de nieuwe staat Letland kwam.
Letgallen was in de onafhankelijksperiode (1920-1940) de enige regio in Letland met sterke regionale politieke partijen. De Letse overheid probeerde in die tijd vooral een gezamenlijke Letse cultuur te ontwikkelen, wat nog werd versterkt na de staatsgreep door Kārlis Ulmanis in 1934. Toch mocht de Letgaalse taal ook worden gebruikt. Er werden in die tijd boeken gepubliceerd in het Letgaals, er werd les in gegeven op sommige scholen en burgers konden voor het Letgaals kiezen bij de communicatie met de Letse overheid.

### Sovjet-tijd
Toen de Sovjet-Unie Letland weer binnenviel in 1940, verloor Letgallen de oostelijke gemeentes van het district Abrene (Pietālava). Dit gebied maakt nog steeds deel uit van Rusland, wat na de toetreding van Letland tot de Europese Unie officieel werd erkend.
De Sovjetperiode was rampzalig voor het Letgaals; publicatie in het Letgaals was verboden en het Lets en Russisch waren de enige erkende talen. Letgallen publiceerden hun boeken en periodieken daarom buiten de Sovjet-Unie. Tijdens de Derde Nationale Ontwaking eind jaren 80 werden in Letland weer geschriften gepubliceerd in het Letgaals, maar nog steeds zijn publicaties zeldzaam.

### Hernieuwde onafhankelijkheid
Na de hernieuwde onafhankelijkheid en daaropvolgende aansluiting bij de Europese Unie werden de economische banden met Rusland grotendeels verbroken. Dit had rampzalige gevolgen voor de economie. Letgallen is daarom nu het gebied met de hoogste werkeloosheid en de hoogste emigratie van Letland.